# 益田市民球場
益田市民球場（ますだしみんきゅうじょう）は島根県益田市にある野球場。益田運動公園内にある。 島根県益田市乙吉町イ874。
両翼90m センター120m 。
内野黒土、外野天然芝。
2019年春にスコアボードが手動式から電光掲示板に変更された。